# Вільшано-Слобідська сільська рада
Вільша́но-Слобідська́ сільська́ ра́да — адміністративно-територіальна одиниця та орган місцевого самоврядування в Уманському районі Черкаської області. Адміністративний центр — село Вільшана-Слобідка.

## Загальні відомості
- Населення ради: 285 осіб (станом на 2001 рік)

## Населені пункти
Сільській раді були підпорядковані населені пункти:
- с. Вільшана-Слобідка

## Склад ради
Рада складалася з 12 депутатів та голови.
- Голова ради: Оратівський Леонід Васильович
- Секретар ради: Поліщук Світлана Андріївна

### Керівний склад попередніх скликань
| Прізвище, ім'я, по батькові   | Основні відомості                                                 | Дата обрання | Дата звільнення |
| ----------------------------- | ----------------------------------------------------------------- | ------------ | --------------- |
| Музика Валентина Леонідівна   | Сільський голова, 1968 року народження, позапартійна              | 26.03.2006   | 31.10.2010      |
| Оратівський Леонід Васильович | Сільський голова, 1962 року народження, освіта вища, безпартійний | 31.10.2010   |                 |

Примітка: таблиця складена за даними сайту Верховної Ради України

### Депутати
За результатами місцевих виборів 2010 року депутатами ради стали:

#### За суб'єктами висування
| Суб'єкт висування | Кількість обраних депутатів | %    |
| ----------------- | --------------------------- | ---- |
| Партія регіонів   | 11                          | 91,7 |
| Самовисування     | 1                           | 8,3  |

#### За округами
| № округу        | Прізвище, ім'я, по батькові       | Дата визнання обраним | Освіта             | Партійна приналежність | Відомості про обраного депутата            |
| --------------- | --------------------------------- | --------------------- | ------------------ | ---------------------- | ------------------------------------------ |
| Партія регіонів |                                   |                       |                    |                        |                                            |
| 1               | Кригальов Олександр Вікторович    | 31.10.2010            | середня            | позапартійний          | ТОВ «Круїз-авто», водій                    |
| 2               | Бальбот Володимир Андрійович      | 31.10.2010            | середня спеціальна | позапартійний          | тимчасово не працює                        |
| 3               | Степовий Сергій Валентинович      | 31.10.2010            | середня            | позапартійний          | Дубівська дільнича лікарня, кочегар        |
| 4               | Войцехівський Анатолій Прокопович | 31.10.2010            | середня            | позапартійний          | пенсіонер                                  |
| 5               | Кучеренко Світлана Анатоліївна    | 31.10.2010            | середня            | позапартійна           | тимчасово не працює                        |
| 6               | Музика Оксана Юріївна             | 31.10.2010            | середня            | позапартійна           | соц.працівник                              |
| 7               | Дорошенко Олена Павлівна          | 31.10.2010            | середня            | позапартійна           | тимчасово не працює                        |
| 8               | Святенко Віктор Федорович         | 31.10.2010            | середня спеціальна | позапартійний          | ТОВ «Круїз-авто», водій                    |
| 9               | Репніцький Сергій Ількович        | 31.10.2010            | середня            | позапартійний          | ТОВ «Дубова», водій                        |
| 10              | Поліщук Світлана Андріївна        | 31.10.2010            | середня спеціальна | член Партії регіонів   | Вільшанослобідська сільська рада, секретар |
| 11              | Оратовська Світлана Юріївна       | 31.10.2010            | середня            | позапартійна           | тимчасово не працює                        |
| Самовисування   |                                   |                       |                    |                        |                                            |
| 12              | Парфенюк Віктор Васильович        | 31.10.2010            | середня            | позапартійний          | Собківське лісницттво, майстер лісу        |